# 容奇港
容奇港（原称顺德货柜码头，现全称容奇港集装箱码头）是中國廣東省佛山市順德區的一個貨運港口，也是廣東省第三大內河港口。港口占地总占地面积13万平方米，年处理集装箱80万个标准箱。碼頭位於西江下游的容桂水道，广珠公路容桂段容奇大桥东侧，于1986年建設，1986年10月7日国务院批准容奇港为对外开放口岸，开辟容奇至香港直通客运航线。1987年12月18日通航，1998年起客運港口遷至新城區的順德港，但貨運港口仍保留運作至今。